# Panner László
Panner László (1950 – 1990. szeptember) magyar festőművész, illusztrátor, grafikus. Pop-art science fiction témájú olajfestményei, grafikái és könyvborítói meghatározóak voltak az 1970-1980-as években aranykorát élő hazai sci-fi vizuális kultúrájában. Védjegye volt, hogy a már kész festményeket összetörte, majd restaurálta és csak ezután tekintette azokat teljes értékűnek.
Tanárként olajfestészetet tanított, olyan világhírű festők tartoztak tanítványai közé, mint G. Tóth Gábor.
Kuczka Péter nevéhez kötődően lendült fel a magyar és nemzetközi sci-fi irodalom hazai kiadása, ami néhány éven belül a Galaktika-kiadványok megszületéséhez vezetett. Ennek a hullámnak az egyik első felfedezettje volt Panner László.

## Művei

### Festményei
- Wolfram (olaj, farost – 60x50)
- Kaucsuk babák tánca a strandon (olaj, farost)
- Diptichon (olaj, farost – 1972)

### Képregények
- Temesvári Ferenc: Parthogenezia, jövel! (1978, Mozgó Világ)
- Arthur C. Clarke: A Ráma rejtélye (1981, Metagalaktika 2.)

### Borítógrafikái
- Holdbéli Dávid csodálatos tapasztalatai a Földön (1972, Kozmosz Fantasztikus Könyvek)
- 2001 – Űrodisszeia (1973, Kozmosz Fantasztikus Könyvek)
- A Viking visszatér (1973, Kozmosz Fantasztikus Könyvek)
- Az elefántcsonttorony (1974, Kozmosz Fantasztikus Könyvek)
- Triszex (1974, Kozmosz Fantasztikus Könyvek)
- Tükörajtó a tengerben (1975, Kozmosz Fantasztikus Könyvek)
- A Galaktika urai (1976, Kozmosz Fantasztikus Könyvek)
- A szerény zseni (1976, Kozmosz Fantasztikus Könyvek)
- A kölyök (1977, Kozmosz Fantasztikus Könyvek)
- A sehollakók (1980, Kozmosz Fantasztikus Könyvek)
- A Galaktika kupolája (1981)
- Randevú a Rámával (1981, Kozmosz Fantasztikus Könyvek)
- A Fekete Gén (1982, Kozmosz Fantasztikus Könyvek)
- A Nagy Kupola szégyene (1982, Kozmosz Fantasztikus Könyvek)
- Síkföld / A nagy számítógép (1982, Kozmosz Fantasztikus Könyvek)
- A Vörös Oroszlán 1. (1985, Kozmosz Fantasztikus Könyvek)
- A Vörös Oroszlán 2. (1985, Kozmosz Fantasztikus Könyvek)
- A változatlanság hullámhossza (1986, Kozmosz Fantasztikus Könyvek)